# Акутіха
Акуті́ха (рос. Акутиха) — село у складі Бистроістоцького району Алтайського краю, Росія. Адміністративний центр Акутіхинської сільської ради.

## Населення
Населення — 1112 осіб (2010; 1462 у 2002).
Національний склад (станом на 2002 рік):
- росіяни — 97 %

## Відомі уродженці
- Пінігін Генадій Іванович (1943—2020) — російський і український астроном, директор Миколаївської астрономічної обсерваторії.